# Cleome ariana
Cleome ariana är en paradisblomsterväxtart som beskrevs av Ian Charleson Hedge och Lamond. Cleome ariana ingår i släktet paradisblomstersläktet, och familjen paradisblomsterväxter. Inga underarter finns listade i Catalogue of Life.